# Конджария, Илларион Степанович
Илларион Степанович Конджария (1914 год, село Цхиро-Гали, Сухумский округ, Кутаисская губерния, Российская империя — неизвестно, село Цхиро-Гали, Гальский район, Абхазская АССР, Грузинская ССР) — звеньевой колхоза «Советская Абхазия» Гальского района Абхазской АССР, Грузинская ССР. Герой Социалистического Труда (1948).

## Биография
Родился в 1914 году в крестьянской семье в селе Цхиро-Гали (сегодня — посёлок Цхири в границах села Первый Гал) Сухумского уезда. После окончания сельской школы трудился в местном колхозе до призыва в 1940 году в Красную Армию. С 1941 года участвовал в Великой Отечественной войне. Воевал наводчиком орудия 59-го (в последующем — 126-й гвардейский) артиллерийского полка 30-й гвардейской дивизии 56-й Армии. С 1942 года член ВКП(б).
После демобилизации возвратился в Грузию, где трудился звеньевым полеводческого звена в колхозе «Советская Абхазия» Гальского района.
В 1947 году звено под его руководством собрало в среднем с каждого гектара по 77,07 центнера кукурузы на площади 3 гектара. Указом Президиума Верховного Совета СССР от 21 февраля 1948 года удостоен звания Героя Социалистического Труда за «получение высоких урожаев кукурузы и пшеницы в 1947 году» с вручением ордена Ленина и золотой медали «Серп и Молот» (№ 711).
Этим же Указом званием Героя Социалистического Труда были награждены председатель колхоза «Советская Абхазия» Радион Васильевич Сирганава, бригадир Валериан Димитриевич Гвалия, звеньевые Валериан Константинович Булискерия, Владимир Михердович Квачахия и Гуджа Абрагович Шарангия.
После выхода на пенсию проживал в родном селе Цхиро-Гали Гальского района. Дата смерти не установлена.
Награды
- Герой Социалистического Труда
- Орден Ленина
- Орден Красной Звезды (05.08.1944)
- Медаль «За отвагу» (27.11.1942)
- Медаль «За оборону Кавказа» (01.05.1944)